# 圆叶钻地风
圆叶钻地风（学名：Schizophragma fauriei）为虎耳草科钻地风属下的一个种。

## 扩展阅读
- 維基物種上的相關：圆叶钻地风